# NGC 694
NGC 694 es una galaxia espiral ubicada a aproximadamente 136 millones de años luz de la Tierra en la constelación de Aries. Fue descubierto por el astrónomo alemán Heinrich Louis d'Arrest el 2 de diciembre de 1861 con un refractor de 11 pulgadas en Copenhague.

## Galaxias cercanas
NGC 694 es miembro de un pequeño grupo de galaxias conocido como el grupo NGC 691, cuyos otros miembros principales son NGC 680, NGC 691 y NGC 697. IC 167 se encuentra a 5,5 minutos de arco al sur-sureste.

## Supernova SN 2014bu
La supernova SN 2014bu fue descubierta en NGC 694, el 17 de junio de 2014 por Berto Monard.
SN 2014bu tenía una magnitud de aproximadamente 15,5 y estaba ubicado en (coordenadas: RA 01h50m58,4s, DEC + 22d00m00s, J2000.0 ). Se clasificó como supernova de tipo II-P.

## Imagen

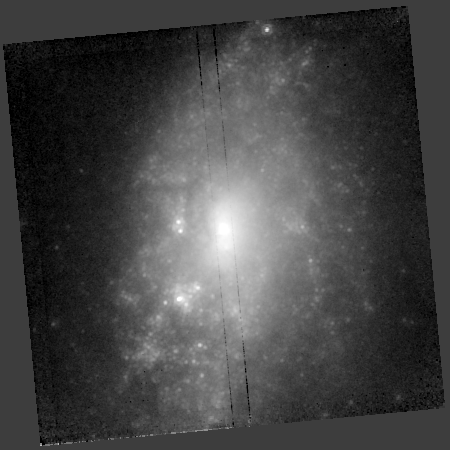
NGC 694 (NASA/ESA HST)